# Puzynowie herbu Oginiec

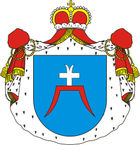
Herb Oginiec

Puzynowie – polsko-litewski ród książęcy pochodzenia ruskiego, pieczętujący się herbem własnym Oginiec, a wywodzący się od książąt na Kozielsku, będących odnogą według jednych smoleńskiej, zaś według innych – czernihowskiej gałęzi dynastii Rurykowiczów.
Książęcy tytuł Puzynów został potwierdzony w Królestwie Polskim w roku 1823 i w Imperium Rosyjskiem w latach 1910, 1915 i 1916.

## Członkowie rodu
- Aleksander Atanazy Puzyna (zm. 1650) – biskup łucki i ostrogski
- Józef Dominik Puzyna (1690–1752) – biskup inflancki
- Tadeusz Puzyna (zm. 1788) – brygadier Kawalerii Narodowej litewskiej, starosta filipowski
- Józef Puzyna (1793–1862) – polski oficer
- Jan Puzyna (1842–1911) – kardynał, biskup krakowski
- Józef Puzyna (1856–1919) – rektor Uniwersytetu im. Jana Kazimierza we Lwowie w 1905 r., matematyk
- Józef Puzyna (1878–1949) – historyk
- Julian Puzyna (1838–1895) – ziemianin, poseł do austriackiej Rady Państwa i na galicyjski Sejm Krajowy
- Leon Puzyna (1868–1932) – ziemianin, poseł na galicyjski Sejm Krajowy
- Gabriela Puzynina (1815–1869) – poetka
- Jadwiga Puzynina (ur. 1928) – profesor dr hab., członek m.in. Rady Języka Polskiego, Komitetu Językoznawstwa PAN
- Konstanty Puzyna (1929–1989) – publicysta
- Michał Puzyna (ok. 1664–1723) – polityk, pisarz wielki litewski, chorąży nadworny litewski, regent kancelarii mniejszej litewskiej w 1699[2], starosta stęgwilski, dyplomata
- Włodzimierz Puzyna (ur. 1947) – poseł na Sejm I, II i III kadencji
- Wojciech Puzyna (ur. 1951) – dr n. med. specjalista położnik-ginekolog, dyrektor szpitala św. Zofii w Warszawie
- Irena Puzynianka (1881-1933) – posłanka I kadencji Sejmu II RP